# 艾俄那西太阳瓶子草
艾俄那西太阳瓶子草（学名：Heliamphora ionasi）是委内瑞拉格兰·萨瓦纳东部伊卢山与川门山之间的一个单一山谷特有的食虫植物，但其不存在于伊卢山与川门山的山顶地区。其海拔分布范围为1800米至2150米。其种加词“ionasi”来源于约拿·博扬（Jonah Boyan）的拉丁姓。其捕虫瓶是太阳瓶子草属内尺寸最大的，可高达50厘米。

## 植物学史
艾俄那西太阳瓶子草由巴塞特·马圭尔（Bassett Maguire）及约拿·博扬等人组成的探险队发现。巴塞特·马圭尔还拍摄了一张约拿·博扬拿着一株艾俄那西太阳瓶子草的照片。该照片作为1979年9月《食虫植物通讯》的封面而刊出。

## 形态特征

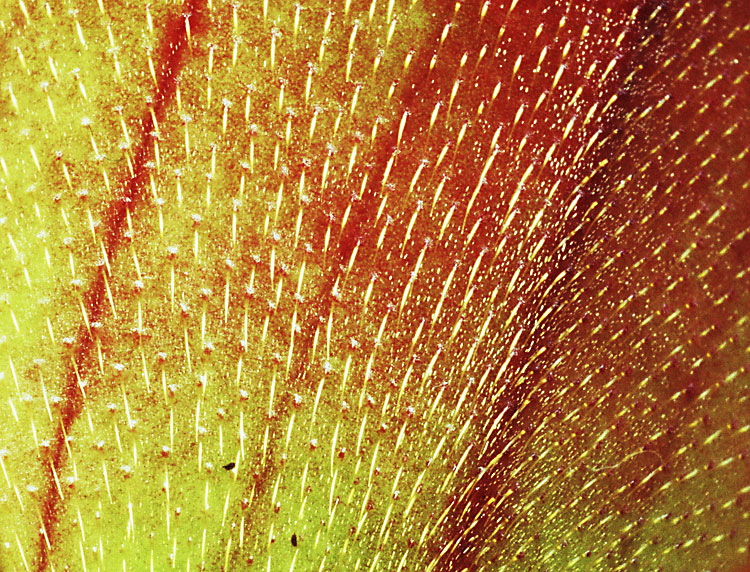
艾俄那西太阳瓶子草内表面的毛被

艾俄那西太阳瓶子草的捕虫瓶基部为漏斗形，中部瓶肩收缩使得捕虫瓶下部略呈葫芦形，上班呈宽漏斗形。捕虫瓶内表面存在小型的凹凸状结节，其上又发出长5至11毫米的下向毛。捕虫瓶最开口最边缘2至3厘米处存在长0.1至0.2毫米长的被毛。瓶盖凹，暗红色至紫色。

## 原生地
艾俄那西太阳瓶子草的原生地多为伊卢－川门山谷云雾森林间的开阔沼泽空地。这些空地的植被由30至50厘米高的杂草、兰花及凤梨植物组成。而艾俄那西太阳瓶子草一般扎根于湿润的腐殖质或腐烂落叶中。此外，艾俄那西太阳瓶子草也存在于云雾森林中，如伊卢－川门山谷的山脊及山坡边缘。这些森林植被都非常矮小且分布稀疏，而艾俄那西太阳瓶子草则生长于其地表的青苔中。此外，巴塞特·马圭尔曾报道艾俄那西太阳瓶子草生长于伊卢山及川门山共同山脚的岩壁上。
根据原生地环境条件的不同，艾俄那西太阳瓶子草捕虫瓶的尺寸及颜色都会发生变化。在无遮荫的条件下，艾俄那西太阳瓶子草捕虫瓶的尺寸会缩小，高仅为20至30厘米，宽仅为10至14厘米。在遮荫0至30%的条件下，艾俄那西太阳瓶子草颜色鲜艳。捕虫瓶外表面为橙红色并存在红色的网纹，内表面为粉红色并存在黄色及橙色的斑点。而在云雾森林的遮荫条件中，其尺寸则会较大，捕虫瓶可高达45厘米，但捕虫瓶为绿色。艾俄那西太阳瓶子草在遮荫达35%至55%更严重的条件下也可生长，但长势弱。在遮荫达40%的条件下，其捕虫瓶尺寸又开始缩小，高为30至45厘米，宽为14至18厘米。当遮荫超过60%时，其叶片则开始黄化。

## 自然杂交种
艾俄那西太阳瓶子草在伊卢山与川门山之间山谷地区的数个地点与瘦长太阳瓶子草同域分布，已发现了这两个物种的自然杂交种。

## 相关物种
艾俄那西太阳瓶子草与小太阳瓶子草（H. minor）和刚毛太阳瓶子草（H. hispida）之间存在着密切的近缘关系。
| 艾俄那西太阳瓶子草、小太阳瓶子草、刚毛太阳瓶子草及瘦长太阳瓶子草之间的形态特征区别 |                               |                                  |                                |                                      |
| 形态特征                                                                           | 艾俄那西太阳瓶子草            | 小太阳瓶子草                     | 刚毛太阳瓶子草                 | 瘦长太阳瓶子草                       |
| 捕虫瓶                                                                             |                               |                                  |                                |                                      |
| 尺寸                                                                               | 长15至50厘米，宽10至15厘米    | 长8至20厘米，宽3至8厘米          | 长15至25厘米，宽5至8厘米       | 长20至32厘米，宽3至3.5厘米           |
| 形状                                                                               | 上部为极阔，下部为葫芦形      | 上部略阔至管状，下部略呈葫芦形   | 上部为宽漏斗形，下部略呈葫芦形 | 下部为窄葫芦形，上部为再圆柱形，直立 |
| 瓶盖                                                                               |                               |                                  |                                |                                      |
| 尺寸                                                                               | 长2至3厘米，宽2至3厘米        | 长0.5至1厘米，宽0.3至0.5厘米     | 长1至1.5厘米，宽1至1.5厘米     | 长1至3厘米，宽1至2.8厘米             |
| 形状                                                                               | 心形，弯曲                    | 明显的盔形                       | 心形，弯曲                     | 盔形，近水平                         |
| 花序                                                                               |                               |                                  |                                |                                      |
| 尺寸                                                                               | 花梗长100厘米，花柄长约12厘米 | 花梗长20至40厘米，花柄长3至4厘米 | 花梗长约50厘米，花柄长约5厘米  | 花梗长30至50厘米，花柄长1.5至3.5厘米 |
| 花被片形态                                                                         | 披针形，基部宽                | 披针形，基部宽                   | 长圆形至披针形，基部窄         | 窄长圆形至披针形                     |
| 雄蕊                                                                               |                               |                                  |                                |                                      |
| 尺寸                                                                               | 长3.5毫米                     | 长4毫米                          | 长7毫米                        | 长3毫米                              |
| 数量                                                                               | 15                            | 15                               | 10                             | 11至19                               |